# 彼女は高天に祈らない-quantum girlfriend-
『彼女は高天に祈らない-quantum girlfriend-』（かのじょはそらにいのらない クォンタム ガールフレンド）は2011年11月25日にエスクードより発売されたアダルトゲーム。

## 概要
基本はアドベンチャーゲームであり、選択肢を選んで進行していく。途中で戦闘シーンが入り、シミュレーションゲームとして進行する。

メインキャラクターのほとんどが神様である。

## 登場キャラクター

### メインキャラクター
雨乃稚彦（あめのわかひこ）
声：佐藤美一（戦闘時のみ）
本作の主人公。名前の元はアメノワカヒコと思われる。
神ではなく普通の人間なのだが、草薙の剣をアマテラスにより入れられた事により多少神よりになっている
天照大神（あまてらすおおみかみ/あまてらすおおかみ） / 大神照子（おおがみてるこ）
声：青山ゆかり
ヒロインの一柱。太陽神のアマテラスである。作中ではアマテラスと呼ばれる。
学園には大神照子という偽名で通っている。
建御雷神（たけみかづき） / 竹内美月（たけうちみづき）
声：青葉りんご
ヒロインの一柱。武神にして雷神のタケミカヅチである。
学園には竹内美月という偽名で通っている。数学が苦手
天鈿女命（あめのうずめ） / 天野ウズメ（あまのうずめ）
声：遠野そよぎ
ヒロインの一柱。最古の踊り子にして芸能の女神のアメノウズメである。
学園には天野ウズメという偽名で通っている。保健体育が得意科目。
高姫美琴（たかひめみこと）
声：かわしまりの
ヒロインの一人。雅彦の幼馴染。
雅彦に恋心を抱いている。
実は感情が欠落している。
バトルには参加しないが一部のシナリオでは敵として登場する

### サブキャラクター
菅原道真（すがわらのみちざね）
声：上田朱音
学問の神様の菅原道真である。
一部のバトルクエストでのみ参戦する
久延りつか（くえりつか）
声：桐谷華
情報通であり、アマテラス達の彼女をよく利用する。自称孤高の論理少女（ロンリーガール）
攻略キャラでは無いが回想シーンに登録されるものがある

## スタッフ
- 原画 - 水鼠、了藤誠仁
- シナリオ - 村田咲人
- プログラム - KIT
- 音楽 - TOY（Studio Primitive）